# The Standard (album)
The Standard – album muzyczny nagrany przez The Super Jazz Trio, które utworzyli lider-pianista Tommy Flanagan oraz Reggie Workman (kontrabas) i Joe Chambers (perkusja). LP nagrany 14 lutego 1980 w Power Station Studios w Nowym Jorku, wydany w 1980 przez Baystate Record w Japonii (RVJ-6089).

## Muzycy
- Tommy Flanagan – fortepian
- Reggie Workman – kontrabas
- Joe Chambers – perkusja

## Lista utworów
Strona A
| 1. | "Softly As in a Morning Sunrise" (Oscar Hammerstein II, Sigmund Romberg) | 6:18  |
|    |                                                                          |       |
| 2. | "A Night in Tunisia" (Dizzy Gillespie, Frank Paparelli)                  | 6:16  |
|    |                                                                          |       |
| 3. | "Someday My Prince Will Come" (Frank Churchill)                          | 8:04  |
|    |                                                                          |       |
|    |                                                                          | 20:38 |
|    |                                                                          |       |
Strona B
| 4. | "Autumn Leaves" (Joseph Kosma)          | 8:31  |
|    |                                         |       |
| 5. | "It's All Right with Me" (Cole Porter)  | 3:27  |
|    |                                         |       |
| 6. | "Angel Eyes" (Matt Dennis)              | 6:11  |
|    |                                         |       |
| 7. | "Straight, No Chaser" (Thelonious Monk) | 2:35  |
|    |                                         |       |
|    |                                         | 20:44 |
|    |                                         |       |

## Informacje uzupełniające
- Produkcja – Fumimaru Kawashima, Yoshio Ozawa
- Inżynier dźwięku – Neal Dorfsman
- Asystent inżyniera – Garry Rindfuss
- Zdjęcia – David Tan
- Projekt okładki – Masatami Kogo